# التركين الفموي في طب الأسنان
استخدام التركين الفموي في طب الأسنان هو إجراء طبي ينطوي على إعطاء الأدوية المهدئة عن طريق الفم من أجل تسهيل معالجة الأسنان وتقليل قلق المرضى المتعلق بالتجربة بشكل عام. التركين الفموي هو أحد الأساليب المتاحة لاستخدام التركين الواعي في طب الأسنان، إلى جانب التركين الاستنشاقي (باستخدام أكسيد النيتروز على سبيل المثال) والتركين الوريدي الواعي. يُستخدم التريازولام بشكل شائع بسبب ظهور آثاره السريع ومدة تأثيره المحدودة. عادة ما تؤخذ جرعة أولية قبل ساعة واحدة تقريبًا من موعد علاج الأسنان. قد يتضمن العلاج جرعات إضافية في الليلة التي تسبق الإجراء، من أجل التخفيف من الأرق المرتبط بالقلق. يُعد الإجراء آمنًا عمومًا، إذ تكون الجرعات الفعالة أقل من المستويات الكافية لإضعاف التنفس.

## الاستخدامات
يمكن لمرضى الأسنان الذين يعانون من القلق العام، ورهاب الإبر (الخوف من الإبر والأدوات الحادة)، أو صدمة سابقة من أحد إجراءات الأسنان، أو الخوف العام من طبيب الأسنان تناول الأدوية عن طريق الفم من أجل تقليل مخاوفهم. تُستخدم مجموعة متنوعة من بروتوكولات الجرعة المفردة والتزايدية في علاج المريض في اليوم السابق للعلاج. يساعد الدواء أيضًا على تقليل الذاكرة أو مشاهد ورائحة عيادة الأسنان لتجنب تذكر أي صدمة سابقة متعلقة بإجراءات طب الأسنان. يسمح التأثير المهدئ بإكمال المزيد من إجراءات طب الأسنان في مواعيد أقل وكذلك السماح بعمل الإجراءات المعقدة في وقت أقل.

## المركنات
- الفاليوم (ديازيبام) هو الدواء الأكثر شهرة في المجموعة. وُجد منذ الستينيات من القرن العشرين وهو مهدئ معروف ومختبر وقتيًا مع خصائص فقدان الذاكرة (النساوة). يمتلك الفاليوم عمر نصفي أطول من بعض الأدوية الأخرى، لذلك فهو مفيد بشكل خاص لمواعيد علاج الأسنان المكثف.
- هالسيون (تريازولام) هو الأكثر شهرة لعلاج الأرق. يُعد فعالًا للغاية عند استخدامه في بروتوكولات التركين عن طريق الفم، وإذا رأى طبيب الأسنان أنه مناسب، يمكن استخدامه مع مضادات الهيستامين.
- سوناتا (زاليبلون) يشبه الهالسيون في أنه يستخدم أيضًا بشكل شائع لعلاج الأرق.
- يوصف أتيفان (لورازيبام) بشكل شائع لعلاج القلق. يمتلك العديد من التأثيرات المرغوبة للبنزوديازيبينات الأخرى ذات خصائص فقدان الذاكرة. وهو مهدئ فعال مع عمر نصفي متوسط ومفيد للإجراءات التي تزيد عن ساعتين.
- ثبت أن فيستاريل (هيدروكسيزين) رغم تصنيفه كمضاد للهستامين له تأثيرات مزيلة للقلق. وأنه يعمل أيضًا مع العديد من البنزوديازيبينات ولكن ليس له خصائص فقدان الذاكرة.
- تمتلك فيرسد (ميدازولام) أقصر عمر نصفي بين جميع البنزوديازيبينات، وتستمر لمدة ساعة تقريبًا، ما يجعله مثاليًا للمواعيد القصيرة أو الإجراءات البسيطة. يمتلك العديد من خواص مزيلات القلق وفقدان الذاكرة كالبنزوديازيبينات الأخرى، ولكن أقل استخدامًا بسبب مدته.

## تخفيف المخاطر
يجب مراعاة خصائص الدواء بعناية عند اختيار الدواء المناسب. عوامل المطابقة، مثل طريقة استقلاب الدواء وأي أمراض كامنة تتطلب تاريخًا طبيًا جيدًا ومعرفة دقيقة بخصائص الدواء. يجب أن تؤخذ جميع عوامل الخطر والخصائص الفردية والتعقيدات الإجرائية في الاعتبار من أجل توفير أفضل خيار بين المهدئات.

## التعليم
تُجرى دورات التركين عن طريق الفم في جميع أنحاء أمريكا الشمالية في مدارس طب الأسنان المختلفة والمنظمات الخاصة. أكبر منظمة غير ربحية للتعليم المستمر لتركين الأسنان في أمريكا الشمالية هي منظمة طب الأسنان للتركين الواعي. تُدرس الدورات المتخصصة في التخدير للأطفال -إيه سي إل إس- التركين الوريدي والاستعداد للطوارئ. أكبر منظمة غير ربحية تقدم دورات تعليمية في التخدير عن طريق الفم بالإضافة إلى التخدير الرابع والتخدير العام هي جمعية طب الأسنان الأمريكية للتخدير.

## المتطلبات
تختلف متطلبات التعليم والتدريب لإجراء التخدير والتركين باختلاف الدولة. وضعت (إيه دي إيه) مبادئ توجيهية عامة للتركين وجرى تبنيها أو تعديلها من قبل العديد من الدول. عادة ما تكون هناك قيود على الجرعات المتعلقة بانحلال القلق، وعادة ما تكون جرعة واحدة في يوم العلاج بحيث لا تتجاوز الجرعة القصوى الموصى بها من الدواء (إم آر دي) من أجل تحقيق المستوى المطلوب من التركين. ومع ذلك، تختلف قوانين التخدير هذه من ولاية إلى أخرى. صُممت بروتوكولات مضاد القلق من أجل علاج مرضى الصنف الأول والثاني (إيه إس إيه 1-2) الأصحاء فوق الـ18 عامًا من ساعة إلى أربع ساعات من العلاج. تتطلب بعض الدول الآن تصريحًا من أجل السماح بتطبيق أكسيد النيتروز و/أو مزيل القلق.

## الإيجابيات
المزايا الرئيسية للتركين عن طريق الفم مقارنة مع طرق التركين الأخرى هي:
- سهولة الإجراء (عليك فقط تناول الحبوب)
- الفعالية
- عدم استخدام الإبر
- قبول المرضى
- تأثير فقدان الذاكرة (نساوة)
- تكلفة أقل مقابل التركين الوريدي